# Park Narodowy „Gauja”
Park Narodowy „Gauja” (łot. Gaujas nacionālais parks) – najstarszy park narodowy na Łotwie, rozciągający się na powierzchni niespełna 920 km² i największy park narodowy w krajach bałtyckich.

## Historia i położenie
Utworzony 14 września 1973 Park Narodowy „Gauja” znajduje się w środkowej części Łotwy, położony wzdłuż doliny rzeki Gauja, pomiędzy miejscowościami Sigulda (na północnym wschodzie parku) a Kieś (na południowym zachodzie). Nazwa parku pochodzi od nazwy największej przepływającej przez niego rzeki, której długość w granicach parku to 93 km. Teren parku zlokalizowany jest w historycznym regionie Łotwy Liwonii, zwanym w języku łotewskim Vidzeme, co w dosłownym tłumaczeniu oznacza Śródziemie. Park leży na terenie trzech okręgów administracyjnych Łotwy – ryskiego, Valmiera i Cēsis. Siedziba administracji parku ulokowana jest w Siguldzie. Zwyczajowa nazwa Szwajcaria Liwońska  lub Szwajcaria Łotewska, stosowana czasem dla tych terenów, pochodzi od jasnych utworów skalnych z czerwonych i żółtych piaskowców, dolomitów i wapieni pochodzących z okresu dewonu.

## Zasoby naturalne

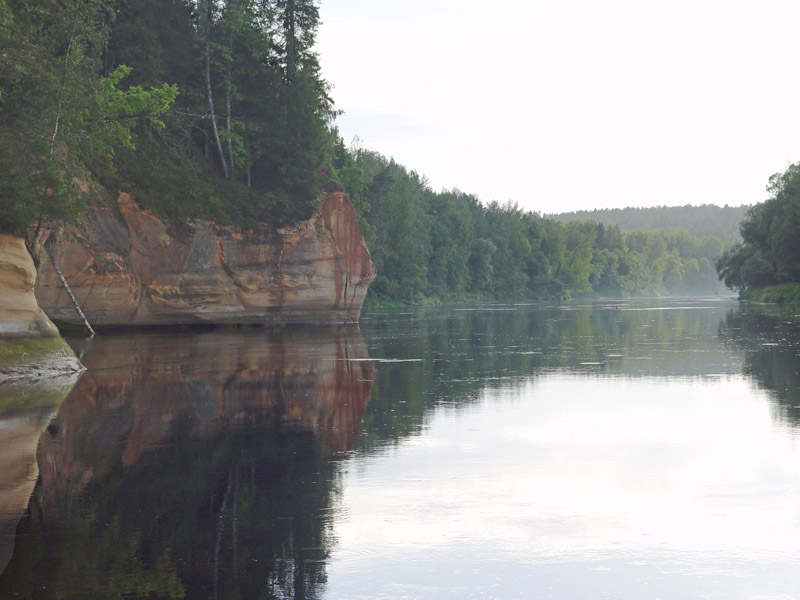
Skalne klify w okolicy Kiesi

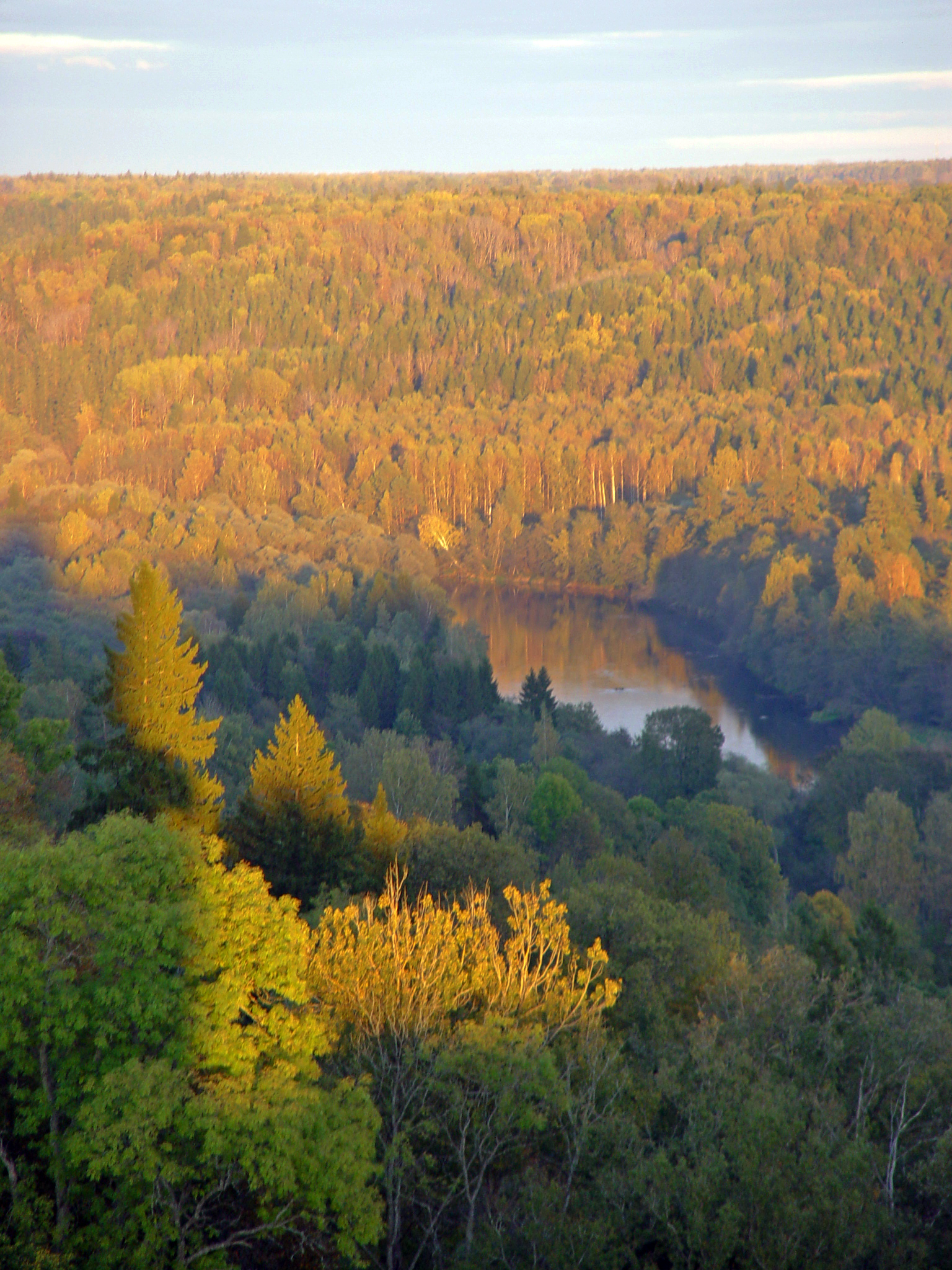
Widok z wieży w Turaidzie nad dolinę rzeki Gauja

Na terenie parku wydzielony jest rezerwat przyrody, stanowiący około 40% powierzchni parku. Na jego terenie znajduje się rezerwat ścisły niedostępny dla turystów, zajmujący około 4% powierzchni parku. Pozostała część parku ma charakter krajobrazowy. Na terenie parku znajdują się liczne rzeczki (dopływy rzeki Gauja) oraz kilkanaście jezior, z których największe to Ungurs.
Według inwentaryzacji przeprowadzonej przez administrację parku na jego terenie znajduje się około 430 gatunków grzybów i nieco więcej gatunków roślin, 150 gatunków ptaków, 40 gatunków ryb i 50 różnych gatunków ssaków, które przebywają na terenie parku stale lub czasowo.
Około 47% powierzchni parku zajmują lasy, głównie świerkowych i sosnowych, ale występują również gatunki liściaste, w tym dęby, lipy i jesiony.
Najczęściej spotykane zwierzęta to sarny, łosie, jelenie i bobry, choć można natrafić również na niedźwiedzia. Rzeka jest miejscem występowania łososia i szczupaka, ale także wielu innych gatunków na które chętnie polują wydry. Park jest jednym z niewielu miejsc na Łotwie, gdzie można łowić jadalne małże. Wśród dzikiego ptactwa najciekawsze gatunki to czarny bocian, orzeł oraz dzikie gęsi.

## Turystyka i atrakcje parku

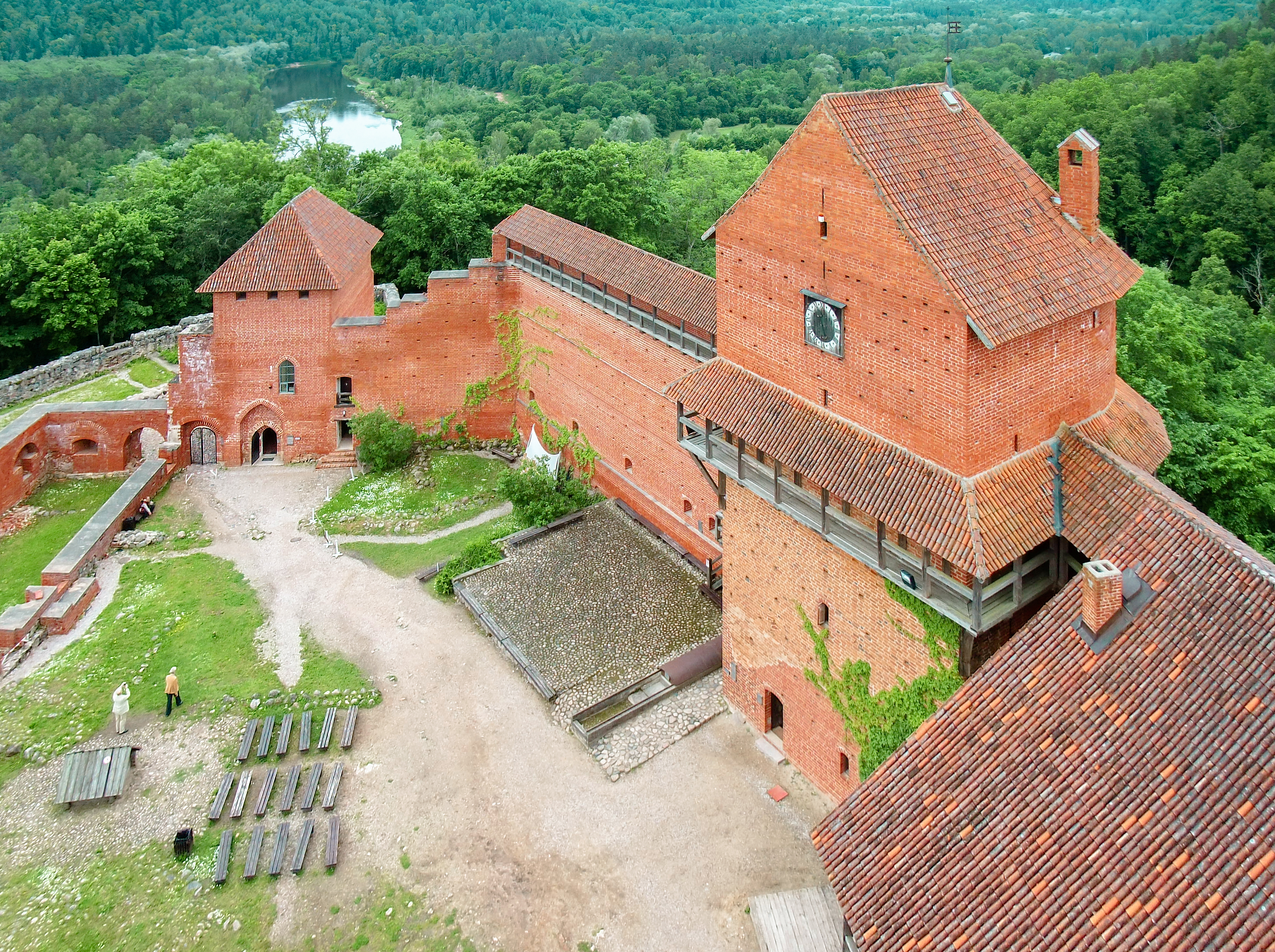
Zamek w Turaidzie górujący nad parkiem

Część krajobrazowa parku stanowi tereny turystyczne przystosowane do wypoczynku, zabawy i edukacji. Atrakcje parku przyciągają turystów przez cały rok. Zimą na stokach doliny funkcjonują wyciągi narciarskie obsługujące liczne trasy narciarskie. Działa kolej linowa nad Gawią. W parku znajduje się również jedyny na Łotwie tor saneczkowo-bobslejowy. W okresie letnim w parku funkcjonuje turystyka kajakowa oraz rowerowa. Wśród licznych atrakcji oferowany jest skok na bungee oraz lot balonem. Turystyce sprzyjają liczne szlaki spacerowe oraz pola kempingowe.
Przyrodę parku urozmaicają atrakcje historyczne. Wśród nich są trzy średniowieczne zamki: zamek biskupa ryskiego Alberta w Siguldzie wzniesiony w 1214, zamek w Turaidzie i ruiny murowanego zamku w Krimuldzie zbudowanego w 1312. W Krimuldzie znajduje się również klasycystyczny pałac z XIX wieku (obecnie sanatorium), z którego można podziwiać dolinę rzeki Gauja. Secesyjny pałac znajduje się również w Siguldzie, naprzeciwko ruin średniowiecznego zamku.